# Alta sociedad (película de 2005)
Alta sociedad (Chromophobia) es una película dirigida por Martha Fiennes.

## Argumento
Habla de la conversión de la alta sociedad londinenese en la que los valores del dinero y la riqueza han superado a los títulos nobiliarios adquiridos de nacimiento.

## Comentarios
Rodada entre la Isla de Man y Londres. La pareja protagonista la pudimos ver en El paciente inglés. La directora es la hermana de Ralph.